# Il barilotto
Il barilotto è un racconto di Guy de Maupassant, pubblicato il 7 aprile 1884 sulla rivista letteraria Le Gaulois. È stato inserito nella raccolta Le sorelle Rondoli pubblicata per la prima volta dall'editore Paul Ollendorff nel 1884. 

## Trama
Mastro Chicot, un albergatore, vuole acquistare il podere a fianco al suo, di proprietà della diffidente e avara Signora Magloire. La donna continua a rifiutare finché Chicot le propone di acquistare la proprietà senza poterla allontanare e consentendole di vivere lì fino alla morte. In cambio le verserà un vitalizio mensile. La donna pur perplessa accetta.
Dopo qualche anno, visto che l'anziana non pare aver alcuna intenzione di passare a miglior vita, Chicot la invita a cena. Le serve un pasto luculliano e alla fine, quando è del tutto sazia, le porge un bicchierino di un ottimo liquore: Madame Magloire lo apprezza moltissimo e l'uomo gliene dà un altro e poi un altro ancora. Al momento di congedarla Chicot, gentilissimo, le regala un intero barilotto del liquore che le garba tanto.
In breve accade sempre più spesso di trovare la Signora Magloire priva di sensi per gli effetti dell'alcool, finché in breve viene trovata morta, caduta nella neve. Chicot entra quindi in possesso del suo podere e osserva sarcasticamente che, se non fosse diventata alcolista, la Magloire avrebbe potuto benissimo vivere altri dieci anni.

## Adattamenti
Nel 2007 dal racconto è stato tratto un adattamento televisivo inserito nella serie francese Chez Maupassant.